# تونبرغية جناحية
تونبرغية جناحية (الاسم العلمي: Thunbergia alata) هي نوع من النباتات تتبع جنس التونبرغية من الفصيلة الأقنتية.